# Tom Regan
Thomas Howard Regan (Pittsburgh, 28 novembre 1938 – Raleigh, 17 febbraio 2017) è stato un filosofo, scrittore, docente e attivista statunitense che ha dedicato i suoi studi alle tematiche relative ai diritti degli animali e all'animalismo.
È autore di quattro libri sull'argomento, tra cui The Case for Animal Rights, considerato uno dei testi chiave del movimento per la liberazione degli animali.

## Biografia e formazione
Thomas Howard Regan nacque il 28 novembre 1938 a Pittsburgh, in Pennsylvania, figlio secondogenito di una famiglia di operai originari dell'Irlanda. Una volta terminata la locale North Allegheny High School nel 1956, si iscrisse alla facoltà di filosofia presso il Thiel College di Greenville, lavorando al contempo in una macelleria per pagarsi la retta e ottenendo un baccellierato in arti nel 1960. Fu in seguito ammesso all'Università della Virginia, dove ricevette dapprima un master nel 1962 e infine un dottorato di ricerca nel 1966.

## Carriera accademica e attivismo
Nel 1965, poco prima di completare il dottorato, ricoprì il suo primo incarico di docente, in seguito professore assistente di filosofia, presso lo Sweet Briar College e due anni più tardi ottenne la medesima cattedra all'Università Statale della Carolina del Nord di Raleigh, venendo promosso professore associato nel 1972. Durante gli esordi dell'attività accademica rimase allo stesso tempo coinvolto nel movimento pacifista contro la guerra del Vietnam, tanto che creò, assieme a un piccolo gruppo locale di attivisti, il North Carolinians Against the War.
Nell'estate 1972, dopo aver letto La storia dei miei esperimenti con la Verità di Mohandas Gandhi, decise di diventare vegetariano, per poi passare al veganismo poco tempo dopo. Nel 1978 ricevette la nomina di professore ordinario e nel 1985 fondò la Culture and Animals Foundation, un'organizzazione non profit impegnata a promuovere lo sviluppo di iniziative intellettuali e artistiche in parallelo con la difesa degli animali. L'anno successivo diresse il mediometraggio We Are All Noah, con il quale vinse una medaglia d'argento all'International Film Festival di New York.
Si dimise dall'insegnamento nel 2001, guadagnandosi il titolo di professore emerito.

## Pensiero
La tesi fondamentale di Regan, esplicata nel suo più noto trattato The Case for Animal Rights (I diritti animali), è che gli animali sono soggetti-di-una-vita, esattamente come gli esseri umani, e che, se si accetta l'idea di dare valore alla vita di un essere umano a prescindere dal grado di razionalità che questi dimostra, allora si deve dare un valore analogo a quello degli animali.
Secondo l'autore, solo gli esseri con valore intrinseco hanno diritti (il valore intrinseco è il valore di un soggetto al di là del suo valore in rapporto con altre persone); solo soggetti-di-una-vita hanno valore intrinseco; solo esseri autocoscienti, con desideri e speranze, attori deliberati con possibilità di pensare un futuro, sono soggetti-di-una-vita; tutti i mammiferi mentalmente normali sopra l'anno d'età sono soggetti-di-una-vita ed hanno quindi diritti. Trattare un animale come un mezzo per un fine significa violare i suoi diritti. Come scrive l'autore nel 1985:
Questa posizione pone alcuni problemi. A parte quello concernente lo status ontologico dei diritti, la posizione è tendenzialmente assolutista; ogni pratica che non rispetta i diritti degli animali che hanno diritti (mangiare animali, cacciarli, sperimentare su di essi ecc.) è sbagliata, a prescindere da bisogni, contesto o cultura. Non a caso Regan critica la posizione utilitarista di Peter Singer, argomentando che essa si concentra sul soggetto sbagliato, gli interessi, invece di pensare al vero soggetto, gli individui che sono portatori di tali interessi.
Uno dei problemi della posizione dei diritti animali è legato ai conflitti tra diritti (a parità di diritti, come deve essere operata una scelta eticamente valida?) ed al fatto che Regan pone l'egualitarismo a livello del soggetto per sé e in maniera assoluta, slegato dal contesto. In questo modo si può arrivare a delle conclusioni controintuitive e difficilmente accettabili, come ad esempio che la vita di un cane, ceteris paribus, vale quanto quella di un uomo. Per risolvere questo problema Regan deve accettare soluzioni non logicamente implicate dalla sua posizione di partenza. Egli deve, infatti, accettare che in caso di conflitto d'interessi, il diritto di uno dei soggetti dovrà essere sacrificato, anche se sarà nostro dovere fare in modo di minimizzare questo sacrificio; ma, aggiunge Regan, non possiamo sacrificare il diritto di qualcuno solo perché facendolo massimizzeremmo il benessere generale, sacrificando quindi i diritti per l'utilità.
Regan conclude quindi che tutte le pratiche che implicano l'utilizzo degli animali come mezzi per un fine sono sbagliate: allevamento di qualsiasi tipo, caccia, ricerche di qualsiasi tipo, a prescindere da possibili risultati importanti ecc.

## Vita privata e morte
Era sposato dal 17 giugno 1962 con Nancy Jane Tirk, un'insegnante di educazione speciale che aveva collaborato con lui all'interno della Culture and Animals Foundation. La coppia ha avuto due figli: Bryan (nato l'8 ottobre 1966), di professione fotografo, e Karen (nata il 24 novembre 1970), vice-rettrice associata per la ricerca presso l'Università della Carolina del Nord a Chapel Hill. Era anche nonno di quattro nipoti.
Morì nella sua casa di Raleigh il 17 febbraio 2017 all'età di settantotto anni, a causa di una polmonite complicata dalla malattia di Parkinson di cui soffriva da molto tempo. Tre giorni dopo la sua morte, la Vegan Society lo ha ricordato come "un convinto vegano e attivista".

## Riconoscimenti
Nel 2009 ha vinto l'Empty Cages Prize.

## Opere
- Tom Regan e Peter Singer, Diritti animali, obblighi umani (Animal Rights and Human Obligations, 1976), Gruppo Abele, Torino, 1987. ISBN 88-7670-097-8.
- Tom Regan, I diritti animali (The Case for Animal Rights, 1983), Garzanti, Milano, 1990. ISBN 88-11-59875-3.
- Tom Regan, La mia lotta per i diritti animali (The Struggle for Animal Rights, 1987), Cosmopolis, Torino, 2005. ISBN 88-87947-21-X.
- Tom Regan, Gabbie vuote. La sfida dei diritti animali (Empty Cages: Facing the Challenge of Animal Rights, 2004), Sonda, Casale Monferrato, 2005. ISBN 88-7106-425-9.
- Tom Regan e Andrew Linzey, Gli animali e il cristianesimo. Per un'etica compassionevole (Animals and Christianity: A Book of Readings, 1989), Sonda, Casale Monferrato, 2012. ISBN 8871065859.